# Klinik Waldhaus

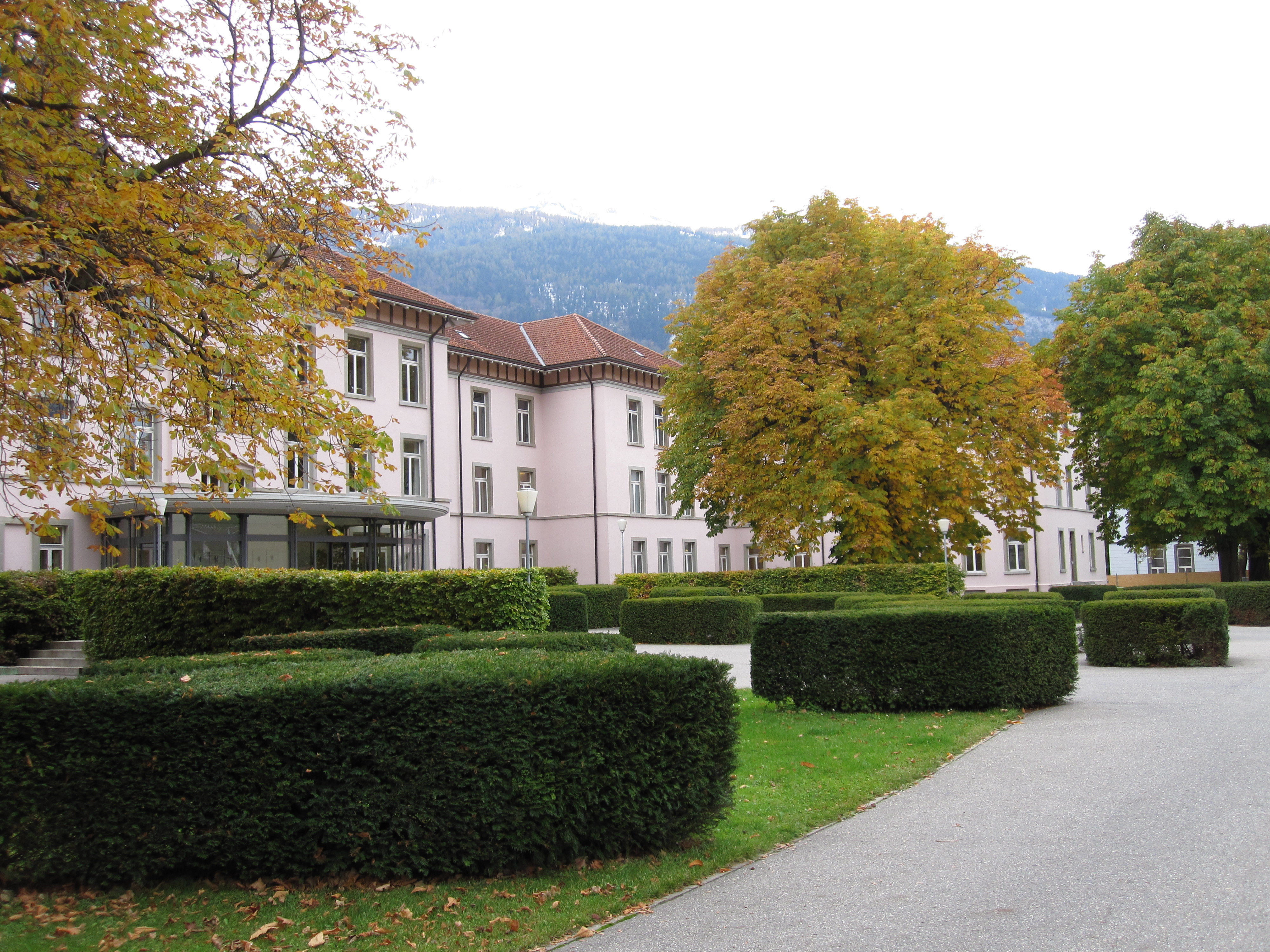
Klinik Waldhaus Chur

Die Klinik Waldhaus Chur im Loequartier der Bündner Kantonshauptstadt Chur ist neben der Klinik Beverin bei Cazis eines der beiden akutpsychiatrischen Spitäler und als solches in der Spitalliste des Kantons Graubünden. Es wird betrieben von den Psychiatrischen Diensten Graubünden.

## Klinik
Die Klinik Waldhaus hat einen kantonalen Leistungsauftrag für Akutpsychiatrie, Psychotherapiestation, Rehabilitationspsychiatrie und Gerontopsychiatrie. Daneben unterhält das Waldhaus ein ambulantes Leistungsangebot, wie auch die Memory-Klinik zur Abklärung von Symptomen chronischer Vergesslichkeit. Im Klinikareal sind ebenfalls das Wohnheim Montalin, ein Wohnangebot für psychisch Beeinträchtigte sowie die ARBES, die geschützte Werkstätte der Psychiatrischen Diensten Graubünden, mit einer Textilwerkstätte, einer Gärtnerei sowie ein Verkaufsladen integriert.

## Architektur
Die Klinik Waldhaus ist in Chur einer der markantesten Exponenten der Gründerzeitarchitektur Ende des 19. Jahrhunderts. Bedeutsam ist besonders die Landschaftsarchitektur: Auf jegliche Überdachungen wurde verzichtet, und die Parkwege wurden bogenförmig angelegt, um einerseits ein neues Raumerlebnis jenseits von Engegefühlen zu ermöglichen und um andererseits die – seinerzeit nicht unumstrittene – Öffnung der Klinik hin zur Stadt und zur Gesellschaft zu veranschaulichen. Die Aussenanlagen stammen von Dieter Kienast und Günter Vogt. Eine Erweiterung zeichnet Churer Architekt Conradin Clavuot.

## Direktoren
- 1890–1930 Johann Josef Jörger
- 1930–1946 Johann Benedikt Jörger
- 1946–1952 Fred Singeisen
- 1951–1977 Gottlob Pflugfelder
- 1977–1991 Benedikt Fontana

## Stigmatisierung Jenischer Familien

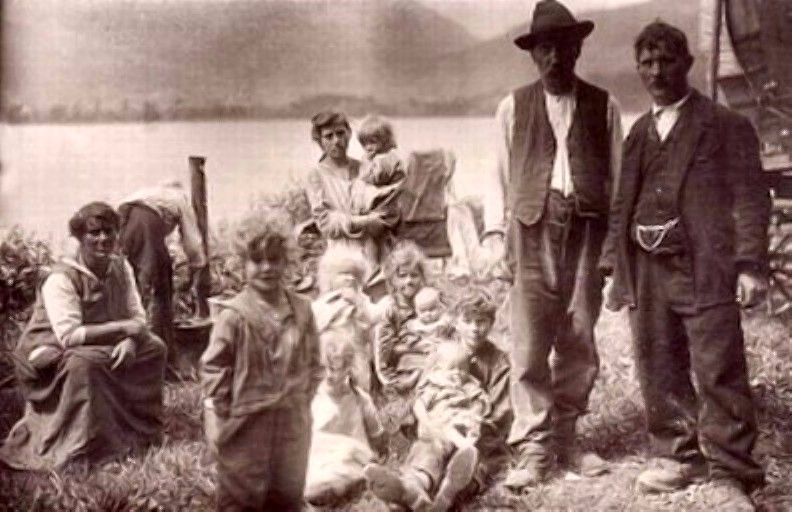
Jenische Familie, Schweiz 1928

Drei ärztliche Direktoren der «Klinik Waldhaus» werden mit der erbbiologischen Auswertung und Bewertung von Patientenakten der Klinik in Verbindung gebracht:
- Josef Jörger (Amtszeit 1892–1930).

Indem er «con amore die Lebendigen verfolgte, den Toten in Urkunden und Gerichtsakten nachstöberte und so Elend über Elend auf einen Namen häufte» begann Jörger 1886 seine erbbiologischen Studien über die Mitglieder Jenischer Familien aus seiner Heimatgemeinde Vals. Eine nach seiner Einschätzung durch «Abirrungen vom gewöhnlichen Familientypus» wie «Vagabundismus» – «Alkoholismus» – «Verbrechen» – «Unsittlichkeit» – «Geistesschwäche» – «Geistesstörung» – «Pauperismus» charakterisierte Gruppe der Jenischen nannte er die «Familie Zero». 1905 konnte Jörger diese Studie im Münchener «Archiv für Rassen- und Gesellschaftsbiologie» veröffentlichen.
Eine zweite Studie Jörgers - über eine «Familie Markus» - wurde 1918 in der «Zeitschrift für die gesamte Neurologie und Psychiatrie» abgedruckt und 1919 zusammen mit der Studie über die «Familie Zero» unter dem Titel «Psychiatrische Familiengeschichten» als Buch vom Springer-Verlag herausgegeben. Jörger kam zum Schluss, dass die «Familie Markus» eine ursprünglich aus dem Deutschen Reiche stammende, im 18. Jahrhundert aus Österreich nach Graubünden gekommene, vagabundierende Familie sei, die auf einen Bauernstamm, die «Familie Zero» aufgepfropft wurde: eine «Bastardierung von Bauer und Vagantin».
- Gottlob Pflugfelder (Amtszeit 1951–1977).

Pflugfelder legte während seiner Amtszeit im «Waldhaus» ein sogenanntes «Sippenarchiv» an, in dem er parallel zu den herkömmlichen Patientenakten nach Grossfamilien geordnete Stammbäume und psychiatrische Patientengutachten zu einzelnen Familienmitgliedern archivierte.
- Benedikt Fontana (Amtszeit 1977–1991).

Fontana promovierte 1967 mit einer Arbeit zur Fragestellung, ob die Neigung zu Nomadentum oder zu Sesshaftigkeit als psychisches Erbgut oder als Umweltprägung zu deuten seien.